# Chalconycles anhyalea
Chalconycles anhyalea is een vlinder uit de familie bloeddrupjes (Zygaenidae). De wetenschappelijke naam van deze soort is voor het eerst geldig gepubliceerd in 1920 door Hampson.
De soort komt voor in tropisch Afrika.